# Fritz Schröter (Physiker)
Fritz Schröter (* 28. Dezember 1886 in Berlin; † 11. Oktober 1973 in Ulm) war ein deutscher Physiker und Fernsehpionier.
Bis 1930 arbeitete er im Laboratorium der Telefunken-Gesellschaft für drahtlose Telegraphie und entwickelte Abtastverfahren zur Bildübertragung. 1928 forderte er die Benutzung der Braunschen Röhre für das Fernsehen und erfand zur Reduzierung des Bildflimmerns das noch heute (2008) gebräuchliche Zeilensprungverfahren, welches er sich 1930 als „Verfahren zur Abtastung von Fernsehbildern“ patentieren ließ.
Von 1931 bis 1945 wurde er als Honorarprofessor an die TH Berlin gerufen. Schröter war an der Entwicklung des 1938 vorgestellten Einheits-Fernseh-Empfängers E 1 mit Rechteckbildröhre beteiligt.
Seit 1947 arbeitete er in Paris, danach ab 1950 für fünf Jahre als Professor in Madrid.

## Veröffentlichungen
- Fortschritte in der Bildtelegraphie. Mitteilung aus dem Laboratorium der Telefunken-Gesellschaft, Berlin 1928 (Digitalisat)
- Hrsg.: Handbuch der Bildtelegraphie und des Fernsehens. Verlag von Julius Springer, Berlin 1932 (Digitalisat)
- Hrsg.: Fernsehtechnik – Erster Teil: Grundlagen des elektronischen Fernsehens. Springer, Berlin 1956